# 캘브-라몽 장
끈 이론에서 캘브-라몽 장(Kalb-Ramond場, 영어: Kalb–Ramond field)은 유향 닫힌 끈의 진동 모드의 하나인, 2차 미분 형식 장이다.:Chapter 15 기호는 {\displaystyle B_{\mu \nu }}.

## 정의

### 초중력
10차원 ⅡA 또는 ⅡB 초중력의 초다중항 가운데, 보손 장인 것은 중력장(스핀 2, 대칭 텐서)과 딜라톤(스핀 0, 스칼라)을 제외하고 스핀 1의 반대칭 텐서장이 존재한다. 이는 게이지장이며, 미분 형식 전기역학을 따른다. 이 2차 미분 형식 장을 캘브-라몽 장이라고 한다. (이 밖에도 ⅡA/B 초중력은 라몽-라몽 장이라는 일련의 미분 형식 게이지 장들을 갖는다.) 이 2차 미분 형식 장에 대전되는 1+1차원 솔리톤 해를 구성할 수 있으며, 이는 끈 이론에서 (기본) 끈으로 해석된다. (반면, 라몽-라몽 장에 대응되는 솔리톤들은 D-막에 해당한다.)
10차원 ⅡA 초중력은 11차원 초중력의 차원 축소로 얻어진다. 11차원 초중력은 2차 미분 형식 장을 포함하지 않으며, 오직 3차 미분 형식 장(과 이에 대응하는 4차 미분 형식 장세기 및 이에 대응하는 쌍대 7차 미분 형식 장세기와 6차 미분 형식 퍼텐셜)을 갖는다. 10차원의 캘브-라몽 장은 이 3차 미분 형식의 차원 축소로 얻어진다.

### 끈 이론
초중력 이론은 초끈 이론의 낮은 에너지 극한이므로, 캘브-라몽 장은 초끈 이론에서 마찬가지로 등장한다.
닫힌 보손 끈 이론의 무질량 장들은 26차원 로런츠 군의 표현에 따라서 딜라톤(스칼라 표현)과 중력장 (대칭 텐서) 및 2차 반대칭 텐서로 분해된다. 이 가운데 2차 반대칭 텐서는 미분 형식 전기역학에 따라서 게이지 장이며, 그 장세기인 3차 미분 형식은 게이지 불변이다. 이 장을 캘브-라몽 장이라고 한다.
Ⅱ종 초끈 이론의 경우, 이 장들은 (라몽-느뵈-슈워츠 공식화 영어: Ramond–Neveu–Schwartz formalism에서) 느뵈-슈워츠-느뵈-슈워츠 경계 조건(영어: NS–NS boundary condition)에서 등장하며, 차원이 10차원이라는 것을 제외하면 마찬가지 성질을 갖는다. 이 때문에 중력장과 딜라톤과 캘브-라몽 장은 통틀어 NS-NS 배경장(영어: NS–NS background field)이라고 한다.

### 시그마 모형
끈 이론의 NS-NS 배경장은 끈의 시그마 모형의 작용에 등장한다. 즉, 일반적으로 2차원 등각 시그마 모형의 작용은 다음과 같다.:(2.2), (3.1), (3.2)
{\displaystyle S=\int \mathrm {d} ^{2}x\,\left({\frac {1}{4\pi \alpha '}}\left(\epsilon ^{ab}B_{\mu \nu }(X)+{\sqrt {\det \eta }}\eta ^{ab}G_{\mu \nu }(X)\right)\partial _{a}X^{\mu }\partial _{b}X^{\nu }+{\frac {1}{8\pi }}{\sqrt {\det \eta }}R[\eta ]\Phi (X)\right)}
여기서
- {\displaystyle \alpha '}은 레제 기울기(영어: Regge slope)라는 결합 상수이다.
- {\displaystyle \eta ^{ab}}는 2차원 계량이다.
- {\displaystyle \epsilon ^{ab}}는 2차원 부피 형식이다.
- {\displaystyle R[\eta ]}는 2차원 스칼라 곡률이다.
- {\displaystyle G^{\mu \nu }}는 과녁 공간의 중력장이다.
- {\displaystyle B^{\mu \nu }}는 과녁 공간의 캘브-라몽 장이다.
- {\displaystyle \Phi }는 과녁 공간의 딜라톤이다.

이에 따라, 캘브-라몽 장은 2차원 등각 시그마 모형의 배경장의 하나로 등장한다. 반면 라몽-라몽 장은 끈의 시그마 모형의 작용에 직접적으로 등장하지 않는데, 이는 기본 끈은 라몽-라몽 장에 대하여 대전되지 않기 때문이다.

## 성질
캘브-라몽 장은 향의 반전에 따라 부호가 바뀐다. 따라서 오리엔티폴드 사영을 가하면 사라진다. 이 때문에 I형 초끈 이론은 캘브-라몽 장을 포함하지 않는다. 현상론적인 모형에서는 페체이-퀸 이론의 액시온과 유사한 성질을 보이므로 "액시온"이라고 불리기도 한다.:333–335

### 대전된 막
캘브-라몽 장은 2차 미분 형식이므로, 1+1차원 막이 이에 대하여 대전될 수 있다. 끈 이론에서, 캘브-라몽 장의 전하를 갖는 막은 기본 끈이다. 마찬가지로, 캘브-라몽 장의 쌍대장은 10−2−2=6차원 미분 형식이므로, 5+1차원 막이 이에 대하여 대전될 수 있다. 끈 이론에서, 캘브-라몽 장의 자하(영어: magnetic charge)를 갖는 막은 NS5-막이다.
M이론에서 캘브-라몽 장은 3차 미분 형식장의 차원 축소이며, 3차 미분 형식에 대하여 대전되는 막은 M2-막이다. 마찬가지로 ⅡA형 기본 끈은 11번째 차원에 감긴 M2-막과 같다. M이론에서 캘브-라몽 장의 쌍대장인 6차 미분 형식장은 여전히 6차 미분 형식장이며, 이에 대하여 대전되는 막은 M5-막이다. 즉, ⅡA형 NS5-막은 M5-막과 같다.

### S-이중성
ⅡB 끈 이론은 두 개의 2차 미분 형식 게이지장을 가지며, 이는 캘브-라몽 장과 2차 라몽-라몽 장이다. ⅡB 초끈 이론의 {\displaystyle \operatorname {SL} (2;\mathbb {Z} )} S-이중성 아래, 이 두 장은 정의(定義) 표현 2로 변환한다.

## 역사
예일 대학교의 마이클 캘브(영어: Michael Kalb)와 피에르 라몽이 1974년에 도입하였다.

## 같이 보기
- 미분 형식 전기역학
- 라몽-라몽 장